# Eschenau im Hausruckkreis
Eschenau im Hausruckkreis è un comune austriaco di 1 037 abitanti nel distretto di Grieskirchen, in Alta Austria.